# Aiham Ousou
Aiham Hanz Ousou (* 9. ledna 2000 Mölndal) je syrský profesionální fotbalista, který hraje na pozici středního obránce za belgický klub R. Charleroi SC a za syrský národní tým.

## Klubová kariéra
Svou kariéru zahájil v místních klubech na předměstí Göteborgu Angered, Ousou debutoval v A-týmu v Divizi 5A Göteborg roku 2016 s Angered MBIK. V roce 2017 hrál půl sezóny s Västra Frölunda IF v Divizi 3 Sydvästra Götaland, než se ve stejném roce připojil k akademii BK Häcken.

### BK Häcken
Poté, co příliš nenastupoval v A-týmu BK Häcken, přišel na hostování do AFC Eskilstuna na sezónu 2020 Superettan. Během této sezóny odehrál 15 zápasů ve všech soutěžích. V roce 2021 odešel do GAIS na hostování, za nějž hrál v obou soutěžích Superettan a Svenska Cupen během jarní sezóny.

### Slavia Praha
Dne 21. července 2021 se Ousou připojil ke Slavii Praha. Debut za Slavii si připsal v zápase proti Karviné 29. srpna 2021, jenž skončil remízou 3:3. Při pražském derby 3. října 2021 Ousou inkasoval červenou kartu, načež se z přímého kopu dostala Sparta do vedení. Utkání skončilo 1:0 pro Spartu. Ve Slavii vstřelil Ousou svůj první gól v profesionální kariéře, když Slavia zvítězila 28. listopadu 2021 nad Teplicemi 3:0.
Ousou během dvou let za Slavii nastoupil do 73 soutěžních zápasů s bilancí dvou gólů a tří asistencí. V sezoně 2022/23 se podílel na triumfu v domácím poháru a nechyběl u slávistického tažení do čtvrtfinále Evropské konferenční ligy v ročníku 2021/22.

#### Häcken (hostování)
V srpnu 2023 odešel Ousou na půlroční hostování bez opce do mateřského BK Häcken. V podzimní části sezóny odehrál 7 utkání v Allsvenskan a pomohl Häckenu ke konečné třetí příčce.

#### Cádiz (hostování)
V únoru 2024 se Ousou po návratu z hostování ze Švédska přesunul na jiné hostování, tentokrát do Cádizu. Španělský prvoligový celek měl navíc opci na přestup.

## Reprezentační kariéra
Ousou roku 2018 odehrál tři zápasy za švédský tým U19. V roce 2021 působil jako kapitán švédského týmu U21 pod vedením Poya Asbaghiho.

## Soukromý život
Ousou se narodil ve švédském Mölndal a je syrského původu.